# Economia de Kiribati

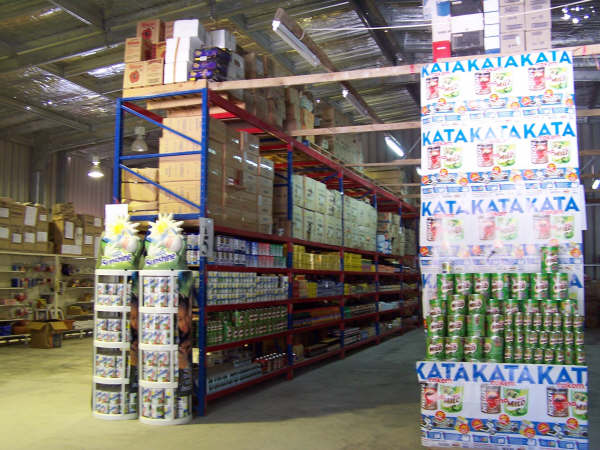
Supermercat a Kiribati.

L'economia de Kiribati és una de les més pobres del món. El PIB per capita era de 1.420 US$ l'any 2010. L'exportació de fosfats des de l'illa de Banaba reportava beneficis des de començament del segle XX, fins que els jaciments de fosfat es van esgotar el 1979, poc després de la independència del Regne Unit. El país depèn bàsicament del turisme (més del 50% del PIB), de l'agricultura (principalment el coco), de l'ajuda externa (principalment del Regne Unit i el Japó) i de les llicències de pesca. La moneda del país és el dòlar australià.
El Banc Asiàtic de Desenvolupament identifica els següents punts principals que limiten el creixement econòmic de Kiribati:
- Característiques del terreny
- Dispersió geogràfica per 5.000 Km d'oceà
- Llunyania dels principals mercats per la qual cosa implica costos de transport
- Alta vulnerabilitat a les forces de la natura, incloent el canvi climàtic i la pujada del nivell del mar
- recursos naturals escassos